# Viola hirta
La viola irta  (Viola hirta L., 1753) è una specie appartenente alla famiglia delle Violacee, diffusa nelle zone temperate dell'Eurasia.
È una pianta perenne che cresce principalmente in habitat temperati. Viene adoperata e utilizzata come medicinale. Raggiunge altezze che varia da 3 a 10, ma raramente anche fino a 25 centimetri. Il gambo del fiore è lungo da 3 a 12 centimetri.